# Effets des pesticides sur l'environnement

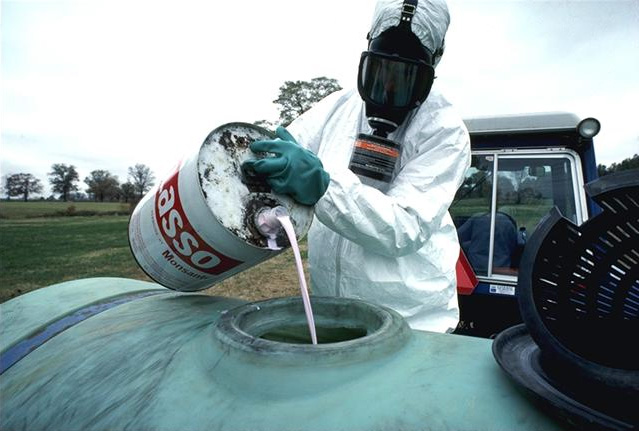
Usage de pesticides en agriculture traditionnelle

Les effets des pesticides sur l'environnement comprennent essentiellement des effets sur les espèces non-ciblées. Parce qu'ils sont pulvérisés ou épandus globalement sur les parcelles cultivées, plus de 98 % des insecticides pulvérisés sur les cultures et 95 % des herbicides atteignent une destination autre que leurs cibles.
En outre, les eaux de ruissellement peuvent transporter les pesticides vers les milieux aquatiques, tandis que le vent peut les transporter vers d'autres parcelles, vers des pâturages, des établissements humains et des zones non aménagées, affectant potentiellement d'autres espèces.
D'autres problèmes sont liés à de mauvaises pratiques en matière de production, de transport et de stockage.
Au fil du temps, l'application répétée de pesticides augmente la résistance des ravageurs, tandis que leurs effets nocifs sur d'autres espèces peuvent faciliter la résurgence des ravageurs.
Chaque pesticide, ou classe de pesticides, est associé à un ensemble spécifique de préoccupations environnementales. Ces effets indésirables ont conduit à l'interdiction de nombreux pesticides, tandis que des règlements ont limité ou réduit l'utilisation des pesticides autorisés. Au fil du temps, les pesticides sont généralement devenus moins persistants et plus spécifiques aux espèces, réduisant leur empreinte environnementale. En outre, les volumes de pesticides appliqués par hectare ont diminué, dans certains cas jusqu'à 99 %. Cependant, la diffusion mondiale de l'utilisation des pesticides, y compris celle de pesticides plus anciens ou obsolètes qui ont été interdits dans certains pays, a globalement augmenté.

## Histoire
Alors que les préoccupations au sujet de l'écotoxicologie sont apparues avec des cas d'intoxication aiguë intervenus à la fin du XIXe siècle, le public a commencé à s'inquiéter des effets indésirables des produits chimiques sur l'environnement dans les années 1960 à la suite de la publication du livre de Rachel Carson, Silent Spring (Le printemps silencieux). Peu de temps après, on a montré que le DDT, utilisé à l'origine pour combattre le paludisme, et ses métabolites affectaient la population des rapaces. Dans les pays industrialisés, les premières études ont porté sur les effets de mortalité aiguë impliquant principalement les oiseaux et les poissons.
Les données sur l'utilisation des pesticides restent dispersées ou non accessibles au public (3). La pratique courante de l'enregistrement des incidents est insuffisante pour comprendre l'ensemble des effets.
Depuis 1990, l'intérêt de la recherche est passé de la documentation des incidents et de la quantification de l'exposition aux produits chimiques à des études visant à relier les expériences de laboratoire ou en mésocosmes et celles faites sur le terrain. La proportion de publications traitant des effets a augmenté. Les études sur les espèces animales se concentrent principalement sur les poissons, les insectes, les oiseaux, les amphibiens et les arachnides.
Depuis 1993, les États-Unis et l'Union européenne ont mis à jour l'évaluation des risques induits par les pesticides, mettant fin à l'utilisation des insecticides à toxicité aiguë des familles des organophosphorés et des carbamates. Les pesticides plus récents visent à améliorer l'efficacité sur les cibles et à minimiser les effets secondaires sur les organismes non-ciblés. La proximité phylogénétique des espèces bénéfiques et nuisibles complique le projet.
L'un des principaux défis est de lier les résultats des études cellulaires aux écosystèmes à travers de nombreux niveaux de complexité croissante.

## Effets spécifiques des pesticides
| Pesticide / classes                                         | Effets |
| ----------------------------------------------------------- | --- |
| Organochlorés DDT / DDE                                     | Amincissement de la coquille de l'œuf chez les oiseaux de proie. |
|                                                             | Perturbateur endocrinien. |
|                                                             | Propriétés de perturbation de la thyroïde chez les rongeurs, les oiseaux, les amphibiens et les poissons. |
|                                                             | Mortalité aiguë attribuée à l'inhibition de l'activité de l'acétylcholinestérase. |
| DDT                                                         | Cancérogène. |
|                                                             | Perturbateur endocrinien. |
| DDT / Dicofol, Dieldrine et Toxaphène                       | Déclin de la population juvénile et mortalité des adultes chez les reptiles sauvages. |
| DDT / Toxaphène / Parathion                                 | Sensibilité aux infections fongiques. |
| Triazine                                                    | Infection des vers de terre par des grégarines monocystidées. |
| Chlordane                                                   | Interaction avec le système immunitaire des vertébrés. |
| Carbamates, herbicide phénoxy 2,4-D et atrazine             | Interaction avec le système immunitaire des vertébrés. |
| Anticholinestérase                                          | Intoxication des oiseaux. |
|                                                             | Infections, épidémies et mortalité plus élevée des animaux. |
| Organophosphate                                             | Propriétés de perturbation de la thyroïde chez les rongeurs, les oiseaux, les amphibiens et les poissons. |
|                                                             | Mortalité aiguë attribuée à l'inhibition de l'activité de l'acétylcholinestérase. |
|                                                             | Immunotoxicité, principalement causée par l'inhibition des hydrolases de sérine ou des estérases. |
|                                                             | Dégâts oxydatifs. |
|                                                             | Modulation des voies de transduction de signal. |
|                                                             | Dégradation de fonctions métaboliques tels que la thermorégulation, la consommation d'eau ou de nourriture, troubles du développement, diminution du taux d'éclosion et de la reproduction chez les vertébrés. |
| Carbamate                                                   | Propriétés de perturbation de la thyroïde chez les rongeurs, les oiseaux, les amphibiens et les poissons. |
|                                                             | Dégradation de fonctions métaboliques tels que la thermorégulation, la consommation d'eau ou de nourriture, troubles du développement, diminution du taux d'éclosion et de la reproduction chez les vertébrés. |
|                                                             | Interaction avec le système immunitaire des vertébrés. |
|                                                             | Mortalité aiguë attribuée à l'inhibition de l'activité de l'acétylcholinestérase. |
| herbicide Phenoxy 2,4-D                                     | Interaction avec le système immunitaire des vertébrés. |
| Atrazine                                                    | Interaction avec le système immunitaire des vertébrés. |
|                                                             | Réduction des populations de grenouilles léopard (Rana pipiens) parce que l'atrazine tue le phytoplancton, permettant ainsi à la lumière de pénétrer dans le colonne d'eau et au périphyton d'assimiler les nutriments libérés par le plancton. La croissance du périphyton fournit plus de nourriture aux brouteurs, accroissant les populations d'escargots, qui servent d'hôtes intermédiaires aux trématodes. |
| Pyréthrinoïde                                               | Propriétés de perturbation de la thyroïde chez les rongeurs, les oiseaux, les amphibiens et les poissons. |
| Thiocarbamate                                               | Propriétés de perturbation de la thyroïde chez les rongeurs, les oiseaux, les amphibiens et les poissons. |
| Triazine                                                    | Propriétés de perturbation de la thyroïde chez les rongeurs, les oiseaux, les amphibiens et les poissons. |
| Triazole                                                    | Propriétés de perturbation de la thyroïde chez les rongeurs, les oiseaux, les amphibiens et les poissons. |
|                                                             | Dégradation de fonctions métaboliques tels que la thermorégulation, la consommation d'eau ou de nourriture, troubles du développement, diminution du taux d'éclosion et de la reproduction chez les vertébrés. |
| Nicotinoïdes                                                | Toxicité respiratoires, cardiovasculaire, neurologique et immunologique chez le rat et chez l'homme. |
|                                                             | perturbe les signaux des amines biogènes et provoque un dysfonctionnement olfactif ultérieur, en affectant également le comportement alimentaire, l'apprentissage et la mémoire. |
| Imidaclopride, Imidaclopride / Pyréthrinoïde λ-cyhalothrine | Troubles du butinage, du développement du couvain, et de la réussite de la colonie en termes de taux de croissance et de production de nouvelles reines. |
| Thiaméthoxame                                               | Forte mortalité des abeilles à miel ouvrières en raison de l'échec du retour à la ruche (le risque d'effondrement des colonies est controversé). |
| Spinosynes                                                  | Altération de divers traits physiologiques et comportementaux des arthropode auxiliaires, en particulier des hyménoptères. Altération de divers traits physiologiques et comportementaux des arthropode auxiliaires, en particulier des hyménoptères. |
| Maïs Bt / Cry                                               | Réduction de l'abondance de certains taxons d'insectes, principalement les lépidoptères herbivores sensibles ainsi que leurs prédateurs et parasitoïdes. |
| Herbicide                                                   | Réduction de la disponibilité en nourriture et effets secondaires indésirables sur les invertébrés du sol et les papillons. |
|                                                             | Diminution de l'abondance et de la diversité des espèces chez les petits mammifères. |
| Bénomyl                                                     | Altération de l'exposition florale au niveau des parcelles et ensuite réduction des deux tiers du nombre total de visites d'abeilles et changement des espèces visiteuses, les grandes abeilles étant remplacée par de petites abeilles et mouches. |
| Herbicide et cycles de plantation                           | Réduction des taux de survie et de reproduction chez les oiseaux granivores ou carnivores. |

## Effets sur l'air

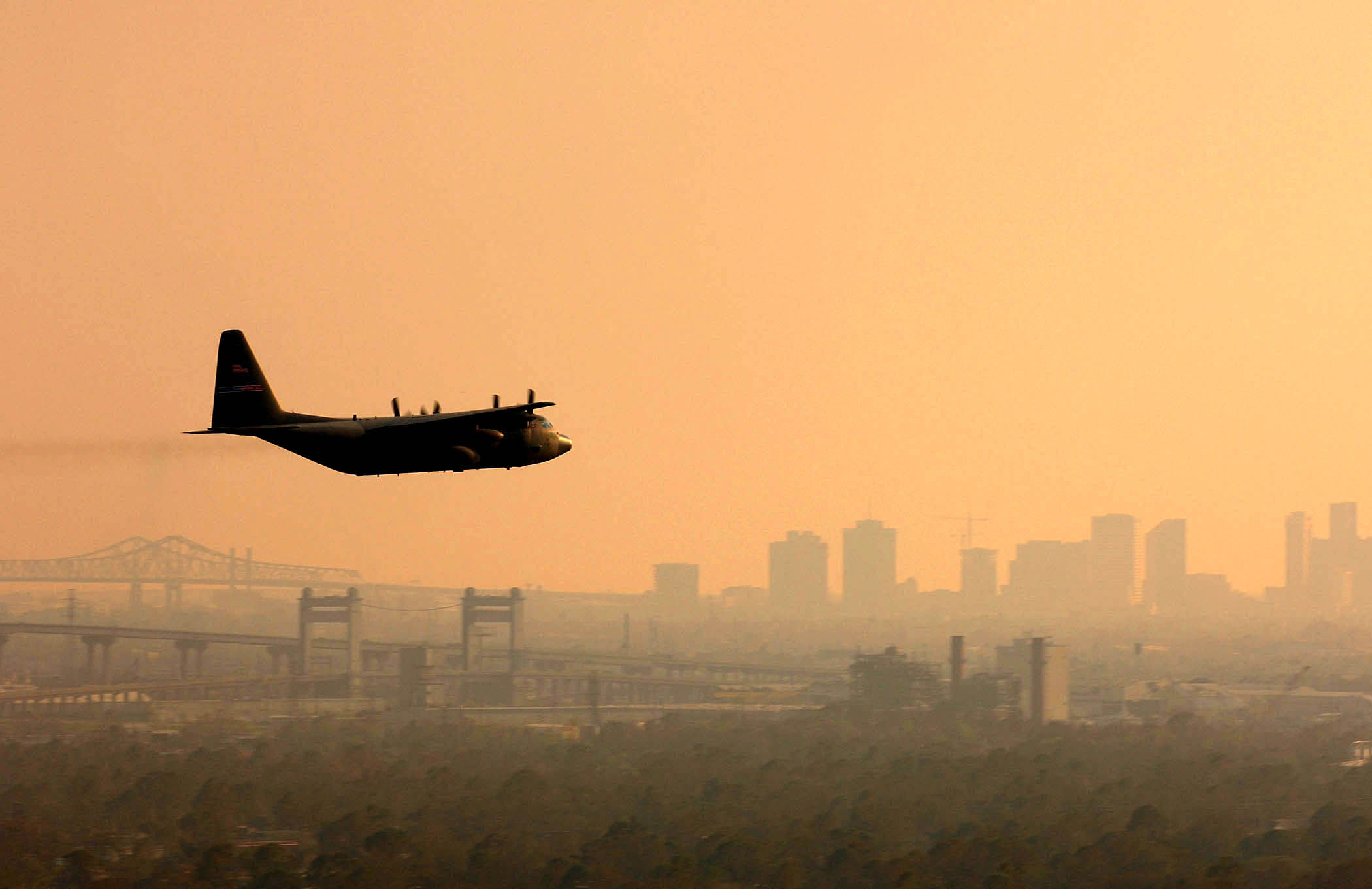
Pulvérisation aérienne d'insecticide contre les moustiques en zone urbaine.

Les pesticides peuvent contribuer à la pollution de l'air. La dérive des pesticides se produit lorsque des pesticides en suspension dans l'air sous forme de particules sont transportées par le vent vers d'autres zones, pouvant potentiellement les contaminer.
Les pesticides qui sont appliqués que les cultures peuvent se volatiliser et être soufflés par les vents vers les régions voisines, ce qui présente une menace potentielle pour la faune et la flore sauvage.
Les conditions météorologiques au moment de l'application ainsi que la température et l'humidité relative influencent la propagation du pesticide dans l'air. La dérive de pulvérisation et l'exposition augmentent lorsque la vitesse du vent s'accroit. Une faible humidité relative et une température élevée provoquent une augmentation de l'évaporation des produits pulvérisés. La quantité de pesticides inhalables dans l'environnement extérieur est donc souvent dépendante de la saison.
En outre, des gouttelettes de pesticides pulvérisées ou des particules de pesticides appliqués sous forme de poudres peuvent se déplacer avec le vent et atteindre d'autres zones, ou bien des pesticides peuvent adhérer aux particules balayées par le vent, telles que des particules de poussière.
La pulvérisation au sol produit moins de dérive de pesticides que la pulvérisation aérienne.
Les agriculteurs peuvent prévoir autour de leurs parcelles cultivées une zone tampon, constituée de friches ou de plantes non-cultivées telles que des arbres à feuilles persistantes, pour servir de brise-vent et absorber les pesticides, prévenant ainsi la dérive dans d'autres zones.
Ces brise-vent sont légalement obligatoires aux Pays-Bas.
Les pesticides qui sont pulvérisés sur les champs et utilisés pour la fumigation des sols peuvent dégager des substances chimiques appelées composés organiques volatils, qui peuvent réagir avec d'autres produits chimiques et former un polluant appelé ozone troposphérique. L'utilisation des pesticides représente environ 6 pour cent du total des niveaux d'ozone troposphérique.

## Effets sur l'eau

Processus de pollution environnementale par les pesticides.

Aux États-Unis, on a constaté que les pesticides polluent tous les cours d'eau et plus de 90 % des puits échantillonnés dans une étude de l'US Geological Survey.
Des résidus de pesticides ont également été trouvés dans la pluie et dans les eaux souterraines.
Des études menées par le gouvernement du Royaume-Uni ont montré que le taux de pesticides excédait les valeurs admissibles pour l'eau potable dans certains échantillons d'eau de rivière et de nappes souterraines.
Les effets des pesticides sur les systèmes aquatiques sont souvent analysés à l'aide de modèles de transport hydrologique pour étudier les mouvements et le devenir des produits chimiques dans les rivières et les ruisseaux. Dès les années 1970, des analyses quantitatives de ruissellement de pesticides ont été menées afin de prévoir les quantités de pesticides susceptibles d'atteindre les eaux de surface.
Il existe quatre voies principales par lesquelles les pesticides atteignent l'eau : cela peut être une dérive hors de la zone prévue pour la pulvérisation, la percolation ou la lixiviation à travers le sol, l'entraînement par les eaux de ruissellement ou un déversement accidentel ou consécutif à des négligences.
Ils peuvent aussi être entraînés dans l'eau par l'érosion des sols.
Les facteurs qui influencent la capacité d'un pesticide à contaminer l'eau comprennent sa solubilité dans l'eau, la distance séparant le site d'application des étendues d'eau, les conditions météorologiques, le type de sol, la présence d'une culture en cours de croissance et la méthode d'application utilisée.
Aux États-Unis, les limites maximales de concentrations admissibles pour chaque pesticide dans les plans d'eau publics sont fixés par l'Agence pour la protection de l'environnement,.
De même, le gouvernement du Royaume-Uni établit des normes de qualité de l'environnement (EQS, Environmental Quality Standards), ou concentrations maximales admissibles de certains pesticides dans les plans d'eau, qui constituent les limites de toxicité. L'Union européenne réglemente également les concentrations maximales de pesticides dans l'eau.

## Effets sur les plantes

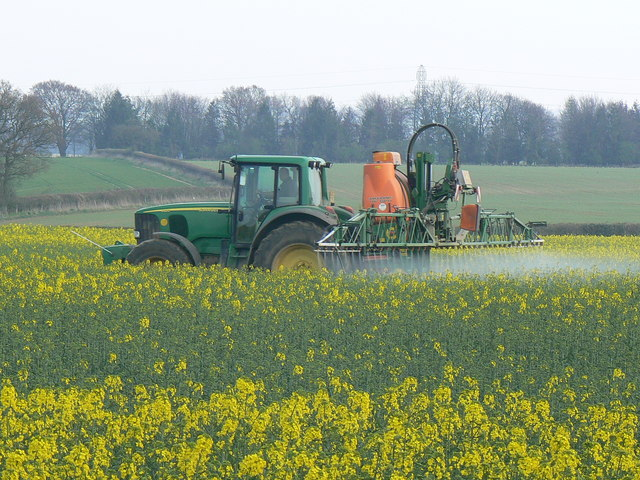
Pulvérisation (probablement d'un fongicide) dans un champ de colza.

La fixation de l'azote, qui est nécessaire à la croissance des végétaux supérieurs, est entravée par les pesticides présents dans le sol.
On a montré que des insecticides comme le DDT, le parathion méthyl et surtout le pentachlorophénol interfèrent avec les signaux chimiques entre légumineuses et Rhizobium.
La réduction de ces signaux chimiques symbiotiques se traduit par une diminution de la fixation de l'azote et donc des rendements.
La formation de nodosités racinaires chez ces plantes épargne chaque année à l'économie mondiale une dépense d'environ 10 milliards de dollars en engrais azotés de synthèse.
Les pesticides peuvent tuer les abeilles et sont fortement impliqués dans le déclin des pollinisateurs, la perte d'espèces qui pollinisent les plantes, y compris par le syndrome d'effondrement des colonies d'abeilles,,,
dans lequel les abeilles ouvrières d'une ruche ou d'une colonie abeilles européennes disparaissent brusquement.
L'application de pesticides lorsque les cultures sont en fleurs peut tuer les abeilles à miel, qui jouent le rôle de pollinisateurs.
Aux États-Unis, le département de l'Agriculture (USDA) et le Service de la pêche et de la faune sauvage (USFWS) estiment que les agriculteurs américains perdent au moins 200 millions de dollars par an à cause d'une diminution de la pollinisation des cultures due au fait que les traitements des champs cultivés à l'aide de pesticides éliminent environ un cinquième des colonies d'abeilles domestiques et en affectent 15 % de plus.
Par ailleurs, les pesticides ont un effet néfaste direct sur les plantes, dont le développement médiocre du chevelu racinaire, le jaunissement des jeunes pousses et la réduction de la croissance des plantes.

## Effets sur les animaux
De nombreux types d'animaux (abeilles en particulier) sont affectés par les pesticides, conduisant de nombreux pays à réglementer l'utilisation des pesticides par des plans d'action en faveur de la biodiversité.
Les animaux, y compris les êtres humains, peuvent être empoisonné par les résidus de pesticides qui restent dans les aliments, c'est le cas par exemple des animaux sauvages lorsqu'ils pénètrent dans des champs traités ou dans des zones proches juste après la pulvérisation.
Les pesticides peuvent éliminer des sources de nourriture essentielles pour certains animaux, les forçant à se déplacer, à modifier leur régime alimentaire ou à mourir de faim. Les résidus peuvent se concentrer tout au long de la chaîne alimentaire ; par exemple, les oiseaux peuvent être affectés quand ils consomment des insectes et des vers qui ont eux-mêmes ingéré des pesticides.
Les vers de terre digèrent la matière organique et augmentent la teneur en éléments nutritifs dans la couche supérieure du sol. Ils protègent la santé humaine en ingérant la litière en décomposition et servent de bioindicateurs de l'activité du sol. Les pesticides ont eu des effets néfastes sur la croissance et la reproduction des vers de terre.
Certains pesticides peuvent se bioaccumuler, ou atteindre des niveaux toxiques dans le corps des organismes qui les consomment au fil du temps, phénomène qui affecte souvent gravement les espèces situées en haut de la chaîne alimentaire.
Chez l'humain une présomption forte de troubles cognitifs induits par l’exposition aux pesticide, principalement des organophosphorés, chez les agriculteurs existe, confirmée par une expertise collective de l'Inserm en 2021. On peut donc supposer que d'autres mammifères, notamment vivant dans les champs sont exposés à de mêmes effets.

### Oiseaux

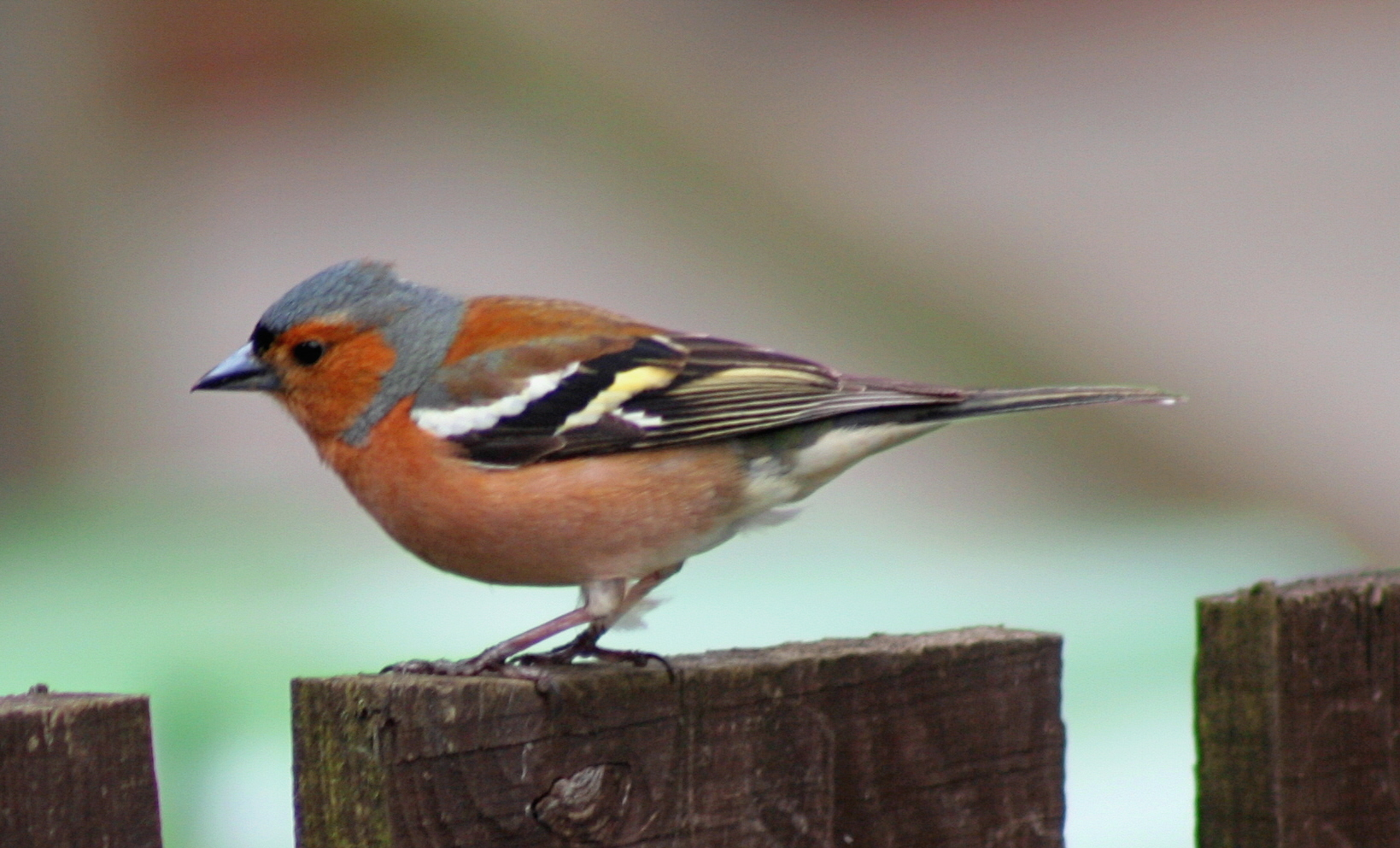
En Angleterre, l'utilisation de pesticides dans les jardins et les terres agricoles a entraîné une diminution de la population de pinsons des arbres.

Le Service américain de la pêche et de la faune sauvage estime que chaque année 72 millions d'oiseaux sont tués par les pesticides aux États-Unis.
Les pygargues à tête blanche sont un exemple connu d'organismes non ciblés qui sont touchés par l'utilisation des pesticides. Le livre de Rachel Carson, Silent Spring (Le printemps silencieux) traite des dégâts subis par les espèces à cause de la bioaccumulation des pesticides. Il existe des preuves que les oiseaux continuent d'être lésés par l'utilisation de pesticides. Dans les terres agricoles du Royaume-Uni, les populations des différentes espèces d'oiseaux ont diminué de 10 millions d'individus reproducteurs entre 1979 et 1999, prétendument à cause de la perte d'espèces végétales et d'invertébrés dont les oiseaux se nourrissent. Dans toute l'Europe, 116 espèces d'oiseaux ont été menacées à partir de 1999. On a constaté que la diminution des populations d'oiseaux est associée avec des périodes et des régions d'utilisation des pesticides.
L'amincissement de la coquille de l'œuf, induite par le DDE a particulièrement affecté les populations d'oiseaux européenne et nord-américaine.
Dans un autre exemple, certains types de fongicides utilisés dans la culture de l'arachide ne sont que légèrement toxiques pour les oiseaux et les mammifères, mais peuvent tuer les vers de terre, ce qui peut ensuite provoquer une réduction des populations d'oiseaux et de mammifères qui s'en nourrissent.
Certains pesticides se présentent sous forme de granulés. La faune sauvage peut consommer ces granulés, les assimilant à des grains comestibles. Quelques granulés d'un pesticide peuvent suffire à tuer un petit oiseau.
L'herbicide paraquat, lorsqu'il est pulvérisé sur des œufs d'oiseaux, provoque des anomalies de croissance des embryons et réduit le nombre de poussins qui éclosent avec succès, mais la plupart des herbicides ne sont pas directement nocifs pour les oiseaux. Les herbicides peuvent menacer les populations d'oiseaux en réduisant leur habitat.

### Faune aquatique

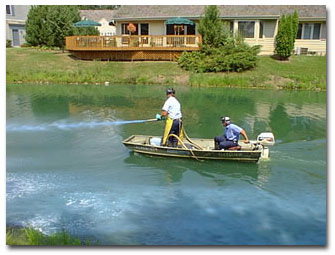
Épandage d'un herbicide aquatique.

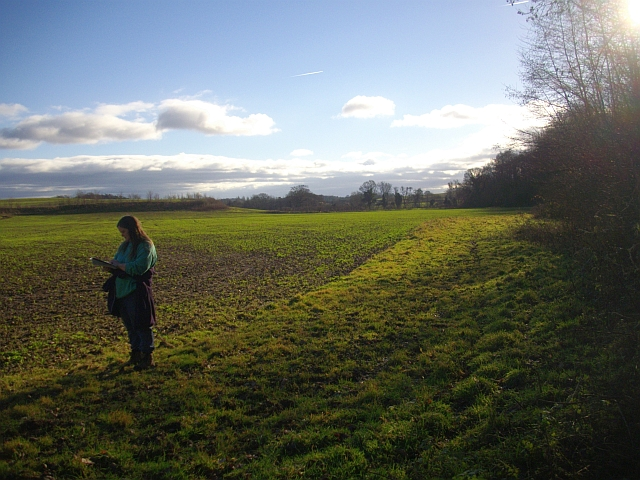
Des bordures de champs larges contribuent à réduire la pollution des cours d'eau par les engrais et les pesticides.

Les poissons et autres organismes aquatiques peuvent être affectés par l'eau contaminée par des pesticides.
Le ruissellement des pesticides dans les cours d'eau peut être hautement létal pour la vie aquatique, tuant parfois tous les poissons d'un ruisseau particulier.
L'application d'herbicides dans les étendues d'eau peut provoquer la mortalité des poissons car la décomposition des plantes mortes consomme de l'oxygène de l'eau, en privant les poissons qui peuvent être asphyxiés. Des herbicides, tels que le sulfite de cuivre, qui sont épandus dans l'eau pour tuer les plantes sont toxiques pour les poissons et les autres animaux aquatiques à des concentrations similaires à celles utilisées pour tuer les plantes. L'exposition répétée à des doses sublétales de certains pesticides peut causer des changements physiologiques et comportementaux qui réduisent les populations de poissons, par exemple par l'abandon des nids et des couvées, la baisse de l'immunité vis-à-vis des maladies et un moindre évitement des prédateurs.
L'application d'herbicides dans les étendues d'eau peut aussi tuer des plantes dont les poissons dépendent pour leur habitat.
Les pesticides peuvent s'accumuler dans les plans et cours d'eau à des niveaux létaux pour le zooplancton, qui est la principale source de nourriture des alevins.
Les pesticides peuvent aussi tuer les insectes dont se nourrissent certains poissons, forçant ces derniers à se déplacer plus loin à la recherche de nourriture et les exposant ainsi à un plus grand risque de prédation.
Plus un pesticide donné se décompose rapidement dans l'environnement, moins il représente une menace pour la vie aquatique. Les insecticides sont généralement plus toxiques pour la vie aquatique que les herbicides et les fongicides.

### Amphibiens
Dans les dernières décennies, les populations d'amphibiens ont diminué dans le monde, pour des raisons inexpliquées, probablement diverses, mais dans lesquelles les pesticides peuvent être partiellement impliqués.
Les mélanges de pesticides semblent avoir un effet toxique cumulatif sur les grenouilles. Les têtards vivant dans des mares polluées par de multiples pesticides mettent plus de temps à se métamorphoser et restent plus petits, ce qui réduit leur capacité à capturer des proies et à éviter les prédateurs.
L'exposition des têtards à l'endosulfan (organochloré) à des niveaux susceptibles de se rencontrer dans les habitats proches de champs traités avec ce produit chimique tue les têtards et cause des anomalies de comportement de croissance.
L'atrazine (herbicide) peut transformer les grenouilles mâles en grenouilles hermaphrodites, diminuant leur capacité de reproduction.
Chez les reptiles aquatiques et les amphibiens, on a rapporté des effets liés ou non à la reproduction.
Les crocodiles, de nombreuses espèces de tortues et certains lézards manquent de chromosomes sexuels distincts jusqu'après la fécondation pendant l'organogenèse, en fonction de la température.
Chez les tortues, l'exposition des embryons à diverses substances du type PCB provoque une inversion des sexes.
Aux États-Unis et au Canada, des troubles tels qu'une diminution des éclosions, la féminisation, des lésions cutanées, et d'autres anomalies du développement ont été signalés.

### Humains
Des pesticides pénètrent l'organisme par inhalation (d'aérosols, de poussières contaminées), par ingestion (d'aliments ou de boissons contaminées) et parfois via la peau. 
Une partie des pesticides contamine les sols et les eaux (souterraines et de surfaces) puis l'eau potable, et les pulvérisations de pesticides peuvent dériver et polluer l'air.
Les effets des pesticides sur la santé humaine dépendent de la toxicité du produit et de ses adjuvants, et de la durée et de l'ampleur de l'exposition.
Les travailleurs agricoles et leurs familles sont plus exposés au contact direct. 
Chaque être humain contient des traces de pesticides dans ses cellules graisseuses. Une étude publiée en mai 2022 par l’ONG Pesticide Action Network Europe (PAN EU) indique que 29 % des fruits produits en Europe sont contaminés. Ce taux a crû de 53 % en moyenne au cours de la dernière décennie, jusqu’à +152 % pour les cerises et +397 % pour les kiwis, qui présentent l'augmentation la plus forte.
Les enfants y sont plus vulnérables, car en croissance, ayant un système immunitaire encore immature, étant plus proche du sol, et portant spontanément des objets et les doigts à la bouche, plus ou moins selon l'âge (comme dans le cas de l'exposition au plomb). Les enfants de moins de six mois sont aussi plus susceptibles d'être exposés via le lait maternel et l'inhalation de petites particules. Les pesticides apportés ou utilisés dans la maison augmentent le risque d'exposition. Les résidus toxiques présents dans les aliments contribuent aussi à l'exposition des enfants. Certains pesticides (ou leurs métabolites) peuvent se bioaccumuler dans l'organisme humain au fil du temps.
Les effets d'une exposition peuvent aller d'une légère irritation cutanée (allergie) jusqu'à des maladies congénitales, des tumeurs, des modifications génétiques, des troubles nerveux et sanguins, des perturbations endocriniennes, au coma ou à des empoisonnements mortels. Des effets sur le développement ont été associés à des pesticides. Les récentes augmentations du nombre de cancers infantiles dans toute l'Amérique du Nord, tels que la leucémie, peuvent résulter de mutations de cellules somatiques. Les insecticides destinés à mortellement perturber le métabolisme des insectes peuvent avoir des effets nocifs sur le système nerveux des mammifères. Des altérations tant chroniques qu'aiguës ont été observées chez des personnes exposées. Le DDT et ses produits de dégradation, DDE, perturbent l'activité œstrogénique et, éventuellement, peuvent induire le cancer du sein. L'exposition fœtale au DDT réduit la taille du pénis chez les animaux et peut provoquer la non-descente des testicules. Les pesticides peuvent affecter le fœtus dans les premiers stades de développement, in utero et même avant la conception si un des parents a été lui-même exposé. La perturbation de la reproduction peut se produire par des réactions chimiques et par des changements structurels.

### Faune du sol
D'après une synthèse des connaissances publiées en 2023 et rassemblant 54 publications s'intéressant à 86 substances actives, les pesticides ont des impacts négatifs sur la faune du sol, que ce soit sur l'abondance ou la richesse et la diversité des organismes du sol. Les effets sont plus marqués en cas d'exposition à plusieurs substances de différents types (par exemple des herbicides et des insecticides) qu'à différentes substances d'un même type. Les effets des insecticides néonicotinoïdes n'étaient significatifs que lorsqu'ils étaient combinés à d'autres pesticides.

## Polluants organiques persistants
Les polluants organiques persistants (POP) sont des composés qui résistent à la dégradation et donc restent dans l'environnement pendant des années. On parle dans ce cas de DL pour dose limite dans un temps donné. La dégradation se fait de manière logarithmique : exemple: DL50 pour un produit "x". Cela veut dire que dans 50 ans seulement la moitié de la molécule "X" sera détruite.Ce qui explique pourquoi les nouveaux polluants des pesticides d'enrobage sont si toxiques selon l’association internationale de protection des abeilles et de l 'environnement Maksika. 
Certains pesticides, dont l'aldrine, le chlordane, le DDT, le dieldrine, l'endrine, l'heptachlore, l'hexachlorobenzène, le mirex et le toxaphène, sont considérés comme des polluants organiques persistants.
Certains POP peuvent se volatiliser et parcourir de grandes distances dans l'atmosphère avant de se déposer dans des régions éloignées.
Ces substances chimiques sont susceptibles de bioaccumulation et de bioamplification et peuvent se « bioconcentrer » (c'est-à-dire devenir plus concentrés) jusqu'à 70 000 fois leur concentration originale.
Les POP peuvent affecter les organismes non ciblés dans l'environnement et augmenter les risques pour les êtres humains en provoquant des perturbations endocriniennes, reproductives et immunitaires.

## Résistance des bioagresseurs
Les bioagresseurs peuvent évoluer pour devenir résistant aux pesticides. De nombreux ravageurs sont initialement très sensibles aux pesticides, mais par suite de mutations dans leur patrimoine génétique deviennent résistants et survivent pour se reproduire.
On gère souvent les phénomènes de résistance par la rotation des pesticides, qui implique une alternance entre les classes de pesticides ayant des modes d'action différents, ce qui retarde l'apparition de la résistance aux ravageurs ou l'atténue.

## Résurgences de ravageurs et infestations secondaires
Les pesticides peuvent également toucher des organismes non-ciblés. Dans certains cas, un insecte ravageur  qui est contrôlé par un prédateur ou un parasite auxiliaire peut proliférer si un traitement insecticide atteint à la fois les populations de ravageurs et celles d'auxiliaires. Une étude comparant la lutte biologique au traitement insecticide à l'aide de pyréthrinoïdes pour lutter contre la teigne des crucifères, l'un des principaux ravageurs du chou, a montré que la population de ravageurs peut rebondir en raison de la disparition des insectes prédateurs, alors que la lutte biologique n'a pas montré le même effet.
De même, les pesticides pulvérisés pour lutter contre les moustiques peuvent temporairement déprimer les populations de moustiques, mais à long terme ils peuvent au contraire favoriser leur multiplication en touchant leurs ennemis naturels.
Ce phénomène, dans lequel la population d'une espèce de parasites rebondit à un niveau égal ou supérieur à ce qu'il était avant l'utilisation de pesticides, est appelé « résurgence des ravageurs » et peut être liée à l'élimination de ses prédateurs et autres ennemis naturels.
La perte d'espèces de prédateurs peut aussi conduire à un phénomène lié appelé « infestation secondaire », c'est-à-dire une aggravation des problèmes venant d'espèces qui ne posaient pas de problèmes à l'origine, à cause de la disparition de leurs prédateurs ou parasites.
On estime qu'un tiers des 300 espèces d'insectes les plus nuisibles aux États-Unis étaient à l'origine des ravageurs secondaires et ne sont devenues un problème important qu'à la suite de l'emploi de pesticides.
Dans les deux cas, résurgences de ravageurs et infestations secondaires, leurs ennemis naturels étaient plus sensibles aux pesticides que les parasites eux-mêmes, de sorte que dans certains cas la population de ravageurs devenait supérieure à ce qu'elle était avant l'utilisation des pesticides.

## Élimination des pesticides
De nombreuses autres solutions peuvent permettent de réduire les effets des pesticides sur l'environnement. Ces solutions sont notamment l'enlèvement manuel, l'utilisation de la chaleur, la couverture des mauvaises herbes avec du plastique, le recours à des pièges et leurres, la suppression des sites de reproduction des ravageurs, le maintien des sols en bonne santé ce qui favorise la croissance de plantes saines et plus résistantes, la culture de plantes indigènes naturellement plus résistantes aux ravageurs indigènes, et le soutien aux agents de lutte biologique, tels que les oiseaux et d'autres prédateurs des ravageurs.
Les méthodes de lutte biologique, telles que le recours à des variétés végétales résistantes et l'utilisation de phéromones, ont été employées avec succès et ont parfois permis de résoudre définitivement des problèmes de ravageurs.
La lutte intégrée limite l'emploi de produits chimiques aux seuls cas où les autres solutions sont inefficaces. La lutte intégrée provoque moins de dégâts sur l'homme et l'environnement. L'objectif de cette méthode de lutte, prenant en compte toute une gamme de solutions de lutte antiparasitaire, est plus large qu'un seul organisme nuisible spécifique.
La biotechnologie peut aussi être un moyen innovant pour lutter contre les bioagresseurs. Des souches peuvent être génétiquement modifiées (OGM) pour augmenter leur résistance aux ravageurs.
Toutefois, la même technique peut être utilisée pour augmenter la résistance aux pesticides et a été employée par Monsanto pour créer des souches résistantes au glyphosate chez les principales plantes cultivées. En 2010, 70 % de tout le maïs semé était résistant au glyphosate, de même que 78 % du coton et 93 % du soja.